# NGC 5578
NGC 5578 في الفهرس العام الجديد، هي مجرة تقع في كوكبة العذراء، اكتشفت عام 1864.

## روابط خارجية
- NGC 5578 على موقع ويكي سكاي: DSS2, SDSS, GALEX, IRAS, Hydrogen α, X-Ray, Astrophoto, Sky Map, Articles and images